# Attar Champa
Attar Champa is een attar, natuurlijke parfumolie, verkregen door stoomdestillatie van bloemen van de Magnolia champaca in sandelhoutolie. De attar wordt geproduceerd in het district Ganjam, gelegen in het oosten van India. De attar heeft een rijke zoete geur.

## Bereiding
De bloemen worden geplukt door mannen. Ze klimmen in de bomen en halen met behulp van lange stokken met haken de bloemen eruit. Soms worden er bamboeladders gebruikt om beschadiging aan de boom te voorkomen. De bloemen worden in bamboemanden vervoerd naar een weegstation. Bij het weegstation staat een destillatieketel (deg) opgesteld, zodat de verse bloemen direct gedestilleerd kunnen worden. De bloemen worden met water in de destilleerketel gedaan. Hiervoor zijn duizenden bloemen nodig. Het destilleerproces duurt 15 dagen. Na het destilleren wordt de olie in leren flessen gedaan, om enkele maanden te rijpen op een koele plek.

## Gebruik
De attar wordt verwerkt in parfums. Verder wordt het in India gebruikt als haarolie en om het hoofd te verkoelen.